# Волков, Василий Александрович
Василий Александрович Волков (22 мая 1914 — 13 января 1996) — старшина Рабоче-крестьянской Красной Армии, участник Великой Отечественной войны, Герой Советского Союза (1945).

## Биография
Василий Волков родился 22 мая 1914 года в деревне Журавлёво (ныне — Бокситогорский район Ленинградской области) в рабочей семье. Окончил начальную школу, затем работал в машинно-тракторной станции.
В июне 1941 года Волков был призван на службу в Рабоче-крестьянскую Красную Армию. С августа того же года — на фронтах Великой Отечественной войны.
К январю 1945 года гвардии сержант Василий Волков командовал отделением 283-го гвардейского стрелкового полка 94-й гвардейской стрелковой дивизии 5-й ударной армии 1-го Белорусского фронта. Отличился во время боёв на Магнушевском плацдарме.
14 января 1945 года в ходе наступления с плацдарма отделение Волкова во взаимодействии с другими подразделениями переправилось через реку Пилица и атаковало населённый пункт Михалув-Дольны в 10 километрах к юго-западу от польского города Варка.
Указом Президиума Верховного Совета СССР от 27 февраля 1945 года гвардии сержант Василий Волков был удостоен высокого звания Героя Советского Союза с вручением ордена Ленина и медали «Золотая Звезда».
После окончания войны в звании старшины Волков был демобилизован. Проживал в городе Пикалёво Ленинградской области. Умер, похоронен в деревне Журавлёво. Позже здесь ему был установлен памятник.
Был также награждён орденами Отечественной войны 1-й и 2-й степеней, Красной Звезды, а также рядом медалей.